# When I'm Gone (canción de Simple Plan)
«When I'm Gone» es el primer sencillo de Simple Plan de su tercer álbum de estudio, Simple Plan. Fue lanzado vía iTunes y lala.com el 29 de octubre de 2007, junto con una charla electrónica en vivo de la banda.

## Historia
Una vista previa de 25 segundos fue presentada el 24 de octubre de 2007 en simpleplan.com. La canción entera fue estrenada en simpleplan.com el 29 de octubre de 2007. Fue hecha en conjunto con una charla electrónica con los miembros de la banda, quiénes respondían respuestas de fanes durante el chat. 
La canción fue disponible en iTunes el mismo día que el álbum estuvo disponible para la preventa en lala.com y el día siguiente (con la descarga del sencillo inmediatamente disponible).

## Vídeo musical
La banda voló a Los Ángeles el 8 de noviembre de 2007 y filmó el vídeo. Fue filmado en Sunset Blvd y luego en un estudio de sonido fuera de North Hollywood. Perez Hilton participó en el vídeo.
Una vista previa de la preproducción de 40 segundos del vídeo fue estrenado en TRL y agregado a la página de Simple Plan el 6 de noviembre de 2007.
El vídeo fue estrenado en MTV.com el 10 de diciembre de 2007, y MuchMusic el 11 de diciembre. Frank Borin y la banda dirigieron el vídeo.
El vídeo musical ha estado disponible a través de YouTube de la banda desde el 13 de diciembre de 2007.
El vídeo musical es sobre una joven mujer, quién en la vida real es Zoe Myers, quién conduce en la ciudad y quién rompe con un antiguo amante, protagonizado por Bouvier. Ella no lo ha olvidado lo cual lo hace ver en todos lados que ella va. Al final, ella llama a Bouvier. Bouvier ve quién está llamando e ignora la llamada. Las escenas con la banda tocando en un escenario negro se muestran a través del vídeo.

## Posiciones
| Lista (2007)                      | Posición |
| --------------------------------- | -------- |
| Australian Singles Chart          | 14       |
| Australian Physical Singles Chart | 12       |
| Canadian Hot 100                  | 11       |
| Swedish Singles Chart             | 23       |
| U.S. Billboard Pop 100            | 93       |
| UK Singles Chart                  | 26       |

## Listado de canciones

### iTunes / Lanzamiento Digital
1. «When I'm Gone» - 3:42[10]

### CD Sencillo / iTunes EP
1. «When I'm Gone» - 3:49
2. «Running Out of Time» - 3:16
3. «When I'm Gone» (Versión acústica) - 3:29
4. «When I'm Gone» Vídeo Musical

### 7' Vinyl
1. «When I'm Gone» - 3:51
2. «When I'm Gone» (Versión acústica) - 3:30